# Amaurobius minorca
Espèce
Amaurobius minorca est une espèce d'araignées aranéomorphes de la famille des Amaurobiidae.

## Distribution
Cette espèce est endémique d'Espagne. Elle se rencontre aux Baléares, en Pays valencien et en Aragon.

## Description
La carapace du mâle holotype mesure 1,05 mm de long sur 0,86 mm et l'abdomen 1,06 mm de long sur 0,66 mm et la carapace de la femelle paratype mesure 0,76 mm de long sur 0,58 mm et l'abdomen 1,24 mm de long sur 0,82 mm.

## Étymologie
Son nom d'espèce lui a été donné en référence au lieu de sa découverte, Minorque.

## Publication originale
- Barrientos & Febrer, 2018 : « Arañas (Arachnida, Araneae) de Menorca (Islas Baleares, España). 2: adenda et corrigenda. Descripción de tres especies nuevas. » Revista Ibérica de Aracnología, no 33, p. 39-51.